# Кабаре
Кабаре́ (фр. Cabaret) — обычно небольшое развлекательное заведение с художественной программой пародийно-сатирического содержания, которая состоит из исполнения песен (шансон), одноактных пьес, скетчей, танцевальных номеров, объединённых выступлениями конферансье. Публика размещается за столиками, на которые подают блюда и спиртные напитки.
Хронологически возникновение и становление искусства кабаре относят к периоду европейской истории, получившему название «Прекрасная эпоха» (фр. La Belle Époque) — условное обозначение времени от семидесятых годов XIX века до начала Первой мировой войны в 1914 году.

## История возникновения
Кабаре имеет французское происхождение.
В некоторой мере к возникновению кабаре во Франции причастен и Луи Наполеон, который, став императором Франции в 1852 году, запретил распевать традиционные песни шансон в общественных местах: на ярмарочных площадях и многолюдных улицах городов. Новым убежищем для шансонье стали кафе-шантан или кафе-кабаре (фр. cafe-cabaret).
Первое кабаре «Чёрный кот» (Le Chat noir) было основано в 1881 году Родольфом Салисом на улице Монмартр в Париже.
Родольф Салис приглашал для выступлений в своем кабаре профессиональных, талантливых поэтов и музыкантов, что сделало его кабаре чрезвычайно популярным. В последующие годы подобные кабаре возникли не только в Париже, но и по всей Франции. Особо можно отметить кабаре «Тростниковая флейта» (фр. Mirliton) Аристида Брюана, в котором черпал своё вдохновение знаменитый художник Тулуз-Лотрек.
В 1901 году открывается первое немецкое кабаре в Берлине. Теоретиком основания кабаре в Германии стал Отто Юлиус Бирбаум. Открыл же первое кабаре «Buntes Theater» или же «Ueberbrettl» барон Эрих Людвиг фон Вольцоген (нем. Erich Ludwig Freiherr von Wolzogen).
Известные кабаре в конце XIX — начале XX столетия появились также в Австро-Венгрии, Испании, Канаде, Нидерландах, Польше, Соединённых Штатах Америки, Швейцарии. Несколько позже европейских стран — кабаре как культурный феномен появились в Аргентине, Египте, на Кубе, в Мексике и ряде других государств. Культура Франции несомненно повлияла на возникновение подобных жанровых развлекательных заведений в этих странах и имела характер либо внешнего копирования, либо, — значительно чаще, — творческой переработки в русле национальных традиций или вкусов хозяина заведения.

## Форма и содержание
Жанр кабаре родился из чрезмерной страсти к театру, варьете и общественной политике.Фридрих Холландер. «Кабаре». — Вельтбюне, 1932.
Кабаре как явление культуры со временем претерпевало различные изменения, что привело к появлению самых разных его форм. По некоторым формальным признакам кабаре близко к кафе-шантану, варьете, мюзик-холлу, театру миниатюр, ночному клубу с эстрадной площадкой.
Общие стилистические элементы классического кабаре — сатира и пародия, а также сарказм и ирония.
В основе кабаре лежит исполнительское искусство: актёрские сцены, монологи, диалоги, пантомима, поэзия, танец, вокал, музыкальная композиция. Часто в программу включаются номера акробатов, иллюзионистов, жонглеров, стендап-комиков, дрессировщиков животных и артистов-исполнителей самых экзотических жанров.
Важная роль принадлежит конферансье: его реплики, монологи, комментарии и другое связывает разнородные исполнительские жанры в единое последовательное действие и часто вовлекает публику в эмоциональное и интеллектуальное сопереживание происходящему на сцене.
Conferencier...<...> — этот рассказчик, великолепно, в совершенстве знает публику «кабарэ» и умеет ее развеселить.W. Z. Берлинские «кабарэ». — «Обозрение театров», 1911.
Бенедикт Вогель (Benedikt Vogel) полагает, что по своей мотивации кабаре бывает
социально-критическое,
забавно-развлекательное и/или художественно-эстетическое.
В условной мере существует два основных вида кабаре — «французское» и «американское».
«Французское кабаре»
Традиционным для французского классического кабаре является такая организация действия, когда социальные и политические проблемы и текущие события, а также узнаваемые персоны — политики и общественные деятели — предстают в сатирическом виде, пародируются нередко в сочетании с сарказмом и иронией, что очень приветствуется публикой. Ничто и никто не может остаться вне критически-насмешливого художественного осмысления бытия. Традиции французского кабаре были восприняты в Венгрии, Германии, Польше, России и других странах.
Выступая.., [артисты кабаре] приводили публику в восторг своим виртуозным мастерством, своим беспощадным юмором, своей тонкой наблюдательностью. Они вышучивали все. Неудачные пьесы, плохие книги, бытовые несуразности – издевались зло и умно над тогдашними модами, над увлечением цыганскими романсами, над декаденщиной.Александр Вертинский. Из воспоминаний.
С развитием индустрии туризма и необходимостью «выживания» в острой конкурентной борьбе классическое «французское кабаре» в настоящее время часто отказывается от традиций социально-политической сугубо национальной сатиры и эволюционирует к юмористической интерпретации общечеловеческих проблем, понятных широкой зрительской аудитории.
«Американское кабаре»
В Соединённых Штатах Америки термин кабаре чаще заменяет такое понятие как клуб или ночной клуб. За редким исключением американский клуб (аналог кабаре) — заведение забавно-развлекательное, в лучших своих проявлениях имеющее программу высокого художественно-эстетического уровня. Часто в клубе «гвоздем программы» является вокалист или оркестровая/вокально-инструментальная группа. Американскому клубу-кабаре не чужды ирония, юмор, сатира и пародия, но они ближе к общечеловеческому проявлению и почти никогда не касаются текущих политических и социальных проблем.
Литературное кабаре
Обычно в период создания литературного кабаре декларируется его особый статус с доминированием в программе поэзии и художественной прозы, иногда — демонстрацией живописи и графики.
Псевдо кабаре
Некоторые развлекательные заведения с примитивной программой, не имеющей ничего общего с подлинным кабаре по форме и содержанию, используют термин «кабаре» в рекламных целях для привлечения неискушенной публики. Чтобы избежать неприятностей и разочарования следует заранее выяснить подлинный характер заведения, содержание эстрадной программы, качество кухни и другие аспекты.

## Кабаре антреприза
Антреприза (фр. entreprise — предприятие) — форма организации кабаре, когда труппа артистов-исполнителей, не имея постоянного помещения для выступлений, гастролирует, перемещаясь по городам и странам. Труппа кабаре либо получает приглашение выступить с творческой программой от владельца ресторана, кафе, бара, либо арендует на определённый срок такие заведения, где публике возможно предложить еду и алкогольные напитки во время художественного представления. Именно поэтому существуют кабаре-труппы, имеющие собственное название, не связанное с каким либо определённым местом.
«Перечная мельница» (Die Pfeffermühle)
— антинацистская немецкая труппа политического кабаре. Впервые выступила 1 января 1933 года в Бонбоньерке в Мюнхене. В сентябре того же года труппе пришлось бежать в Цюрих, где она стала одним из главных эмигрантских кабаре на немецком языке. В последующем гастролировала в нескольких странах Европы. 26 апреля 1936 года в Амстердаме состоялось 1000-е представление «Перечной мельницы».

## Литературное кабаре
Литературное кабаре в своем репертуаре обычно (но не обязательно) в большей мере ориентируется на публичное исполнение поэтических произведений и художественной прозы. В музыкальной части это шансон, бардовская песня, сатирические куплеты. Соответственно, среди публики преобладают любители литературы или авторской песни.
Атмосфера театрального кабаре и демократические традиции часто способствовали дебюту начинающих поэтов, писателей, бардов, сценаристов, режиссеров и других. В некоторых литературных кабаре также устраивались вернисажи молодых или малоизвестных художников.
Санкт-Петербург, Россия
В 1911 году Борис Пронин открыл в Санкт-Петербурге кафе «Бродячая собака», которое получило известность как литературное кабаре. Своей славой заведение обязано популярностью среди творческой богемы и гостей города. Помимо поэтов и писателей, здесь выступали известные музыканты, актёры, танцовщицы и другие деятели искусства. Литературное кабаре «Бродячая собака» было закрыто полицией в 1915 году после публичного выступления Владимира Маяковского с антивоенными стихами.
Краков, Польша
Piwnica pod Baranami или PpB («Пивная под Баранами» — наиболее известное польское литературное кабаре. Создано Петром Скшинецким и несколькими студентами в 1956 году в Кракове. Свое название кабаре получило ввиду того, что располагается в подвале дворца
«Под баранами». Первоначально было местом, где собирались студенты города. В конце 1950-х Piwnica pod Baranami стала признанным центром джаза в Польше. В 2000 году в парке на западе Кракова открыт памятник работы скульптора Бронислава Хрома, посвященный легендарному кабаре.
Прага, Чехословакия
Театр Paravan («Экран») создан в 1959 году в Праге по инициативе нескольких писателей, актёров и музыкантов. Главный автор-писатель и художественный руководитель — Иржи Р. Пик, театральный драматург — Милан Шульц.
Paravan был небольшим театром, арендующим помещение, и в истории чешской культуры характеризуется как литературное кабаре. В программе театра преобладали сатира, пародия, абсурдный юмор и другие формы развлекательного жанра; часто со сцены комментировались текущие события. В музыкальной части звучала авторская поэтическая песня, шансон, куплеты, чешский «бродячий фольклор», старые песни и другое. Позднее вошёл в состав
Государственной театральной студии и по решению тогдашнего руководства в 1965 году театр-кабаре Paravan закрыт по экономическим и художественным причинам.
Париж, Франция
В 1961 году Жан-Пьер Росне (фр. Jean-Pierre Rosnay) с помощью своей жены основал в Париже литературное кабаре «Клуб поэтов» (Le Club des Poetes). Художественно-развлекательные программы ресторана-кабаре основывались на исполнении поэтических произведений различных жанров широкого круга поэтов: известных, забытых или редко исполняемых.

## Кабаре в Российской империи и СССР в 1908—1925 годах

### Предшествующая история
В XIX столетии Россия испытала значительное влияние Франции во многих областях культуры. В начале XX века русско-французские культурные связи традиционно оказывали определённое воздействие на творческие процессы в России.
До появления такой формы сценического искусства как кабаре в России уже существовала сложившаяся национальная культура «питейных заведений», связанная с цыганским танцем и вокалом. Так называемый «цыганский хор» в конце XIX — начале XX столетий стал непременным атрибутом ряда трактиров и рестораций. Наиболее известными заведениями были подмосковный «Яр» и «Стрельня». Цыганские ансамбли, вокалисты и мастера танца с успехом выступали также в московских заведениях «Голубятня», «Лопачев», «Бубнов», «Крым», «Сибирь», «Егоров», «Тестов» и других.
В Санкт-Петербурге сложилась собственная, отличная от московской,
— более строгая и утонченная «школа» цыганского танца и вокала, которой славились ресторации «Вилла Родэ», «Аквариум» и «Ташкент».

### Российские кабаре до 1925 года
С 1908 года «вслед за Москвой и Петербургом с лихорадочной быстротой кабаре открывают Одесса и Владивосток, Киев и Баку, Харьков и Ростов…»
Обозреватель журнала «Колосья» в 1918 году писал о кабаре Харькова:

Каждый день приносит известия об открывшихся, открывающихся, прогоревших и вновь возникающих на пепелищах пресловутых „кабаре“, причем каждое кабаре обязательно самое замечательное… <…> …В помещении кинематографа „Боммер“ открыто кабаре „Интим“; в подвале кафе „Ренессанс“ открывается кабаре „Питорекс“, в подвале кинематографа „Модерн“ открывается кабаре, где будет, будто бы, режиссёром Ю. Э. Озаровский; группа бывших офицеров открывает кабаре „Аполло“; лавры бывших офицеров не дают спать студентам, вследствие чего предложено открыть „Студенческое кабаре“. Где-то открыто или открывается кабаре „Уголок друзей театра“; открыто театр-кабаре „Гротеск“, открыто кабаре „Сумская, 6“. Наконец, в Доме артистов тоже кабаре. В ресторане „Россия“ уже давно открыто кабаре… <…> Конечно, все перечисленные кабаре отнюдь не равноценны...
Летучая мышь
29 февраля 1908 года Никита Балиев открыл в Москве кабаре «Летучая мышь», — вероятно первое русское развлекательное заведение такого типа. Заведение «Летучая мышь», основанное как закрытый клуб актёров, позднее трансформировалось в популярный городской театр-кабаре. В 1922 году помещение клуба-кабаре заняла труппа театра миниатюр «Кривой Джимми».
Лотос
Кабаре, открытое во Владивостоке в 1908(?) году. Находилось в здании на улице Алеутской, 12, которое построил предприниматель Ю. Катчан в 1908 году для размещения в нём театра-кабаре в восточном стиле. В начале 1920-х годов в здании работало кабаре «Аквариум»..
Лау-ди-тау
Московское кабаре. Открыто в 1908 году в ресторане отеля «Альпийская роза».
Кривое зеркало
5 декабря 1908 года в Петербурге был открыт театр-кабаре «Кривое зеркало». Представления шли с полуночи до трех часов ночи. Кабаре как театр-пародию создали редактор и издатель журнала «Театр и искусство» Александр Кугель и его гражданская жена, артистка Зинаида Холмская, а также их друзья-помощники Н. А. Тихонов, Н. А. Тэффи, В. А. Мазуркевич, Н. Н. Вентцель, А. А. Плещеев, З. Д. Бухарова, А. А. Измайлов и другие.
Через год из помещения убрали столики и, таким образом, кабаре трансформировалось в театр миниатюр.
Лукоморье
Одновременно с созданием «Кривого зеркала» идею похожего театра миниатюр предложил Всеволод Мейерхольд со своими друзьями.
Театр-кабаре «Лукоморье» был открыт 5 декабря 1908 в особняке князя Н. Юсупова на Литейном проспекте в Петербурге, где впервые и состоялось представление двух театров. Для спектаклей «Лукоморья» было определено время с 20 до 24 часов; для «Кривого зеркала» — с 24 до 3 часов ночи.
Творческое состязание закончилось поражением «Лукоморья»; репертуар театра Всеволода Мейерхольда был слишком «академичен» для сценической формы кабаре. После двух представлений театр миниатюр «Лукоморье» был упразднен.
Весёлый театр для пожилых детей
В начале 1909 года театр В. Ф. Комиссаржевской выехал на гастроли. В Петербурге остались Ф. Ф. Комиссаржевский, Н. Н. Евреинов и часть труппы театра.
Сценическая площадка оставалась свободной, актёры — не заняты; было решено создать театр-кабаре, который получил название «Весёлый театр для пожилых детей». В формировашуюся труппу вошли несколько актёров кабаре «Кривое зеркало».
«Весёлый театр» открылся в марте 1909 года и давал представления около полугода; осенью труппа была расформирована.
В следующем 1910 году «Весёлый театр» дал ещё несколько представлений, после чего прекратил существование.

Голубой глаз
Театр-кабаре, который 7 ноября 1909 года открыли в Харькове актёр и режиссёр Е. И. Чигринский и художник Е. А. Агафонов. Находился в Польском доме по улице Гоголя, 4. Определялся как экспериментальный театр художественной пародии, сатиры и миниатюры. Закрыт 20 февраля 1911 года.
Бибабо
В 1909 году в Одессе открылось
«кабаре Бибабо». Бибабо — простейшая сценическая кукла, управляемая пальцами одной руки; отсюда название кабаре.
К 1912 году кабаре переехало в зал «Гармония» и сменило название и сценическую форму; теперь это был театр миниатюр «Зеленый попугай».
Сатирикон
В 1906 году в Киеве на Крещатике в арендованном помещении А. М. Крамской открыл «Малый театр» как сценическую площадку для антрепризы и различного рода представлений. В 1910 году в помещении театра было открыто кабаре «Сатирикон».
Чёрный кот
Кабаре в Санкт-Петербурге, которое открыл в 1910 году В. Азов (В. А. Ашкинази) в Кононовском зале по адресу набережная Мойки, 61.
Ресторан-кабаре в «Гранд Отель»
Работал в киевском отеле на Крещатике в 1910-х годах. Реклама извещала публику, что её ждет «фешенебельная, интересная и приличная программа». В 1918—1919 годах в ресторане работал петроградский театр-кабаре «Би-ба-бо».
Чёрный филин
Киевское кабаре. Работало при Малом театре в 1910-х годах.
Дом интермедий
30 ноября 1910 года в Санкт-Петербурге открылся театр-кабаре «Дом интермедий», созданный режиссёром В. Э. Мейерходьдом, художником Н. Н. Сапуновым, поэтом М. А. Кузьминым и другими. В январе 1911 года театр закрылся.
Трагический балаган
Кабаре в Москве. Открыто в 1911 году.
Бродячая собака
В ночь на Новый Год 1911/1912 Борис Пронин открыл в Санкт-Петербурге литературное кабаре «Бродячая собака». Заведение располагалось в подвале 2-го двора дома на Михайловской площади (ныне площадь Искусств, 5).
Кабаре пользовалось большой популярностью среди творческой богемы и гостей города и отмечено в истории выступлениями известных музыкантов, актёров, танцовщиц, поэтов, писателей и других деятелей искусства. Согласно легенде кабаре было закрыто в 1915 году городской полицией после антивоенного выступления Владимира Маяковского. По другим сведениям заведение закрылось по причине финансовых трудностей.
Чёрная сова
Московское кабаре. Открыто в 1912 году.
Вилла Жозеф
Театр-кабаре, открывшийся в Киеве в 1912 году на улице Круглоуниверситетской.
Розовая лампа
В 1913 году, после неудачи с организацией собственного театра, драматург и театральный критик Сергей Мамонтов открыл в Москве кабаре «Розовая лампа» (по другим сведениям — «Розовый фонарь»). Здесь с чтением своего стихотворения «Нате!» выступил Владимир Маяковский. Разразился скандал и полиция закрыла заведение.
Пиковая дама
Кабаре в Петербурге, которое открыл в конце декабря 1913 года Ф. Н. Фальковский. Размещалось в доме Гартонга по адресу набережная Мойки, 61. Декорации к постановкам выполнял художник М. П. Бобышев. Кабаре закрыто в январе 1914 года ввиду финансовой несостоятельности.
Алатр
Московский артистический клуб-кабаре. Открыт в 1914 году в доме Толмачева на улице Тверской.
Один из организаторов клуба М. Попело-Давыдов вспоминал: «Клуб без карт. Кабаре без обязательной программы. Ресторан без кельнеров…»
Председателем клуба был Л. Собинов. В театрализованных вечерах участвовали Н. Баженов, И. Берсенев, Б. Борисов, А. Виленкин, С. Дианина, В. Ильнарская, М. Линский, П. Лопухин, А. Луначарский, Л. Никулин, В. Сахновский, Г. Якулов и другие.
Закрыт в 1918 году.
Зелёная лампа
Кабаре в Москве. Из Пригласительного билета литератору Евгению Иванову: «В субботу 15-го сего февраля 1914-го года в 11 ч. вечера в ресторане „Петергоф“ (Моховая, против Манежа) впервые зажжется „Зеленая лампа“. „Зеленая лампа“ надеется видеть Ваше лицо, г. Е. Иванов, в её лучах. <…> Мы обещаем Вам всю ласковость уюта, улыбки женские и блеск острот, и флирт; Вы не заметите, как промелькнут минуты, Вы не заметите, как опьянит вас спирт».
Летучая мышь
Кабаре в Петербурге / Петрограде. Открыто в 1914 году.
Уголок
Артистический клуб, который был открыт Г. П. Макаровым в январе 1915 года в Петрограде. Находился в здании «Пассажа», вход с улицы Итальянской, 19. Представлял собою кабаре. Здесь выступали В. Н. Давыдов, Л. Я. Липковская, Е. В. Лопухова, Ю. М. Морфесси и другие. В феврале 1915 года в клубе-кабаре «Уголок» пел Ф. И. Шаляпин.
В 1916 году клуб-кабаре закрыт за нарушение «сухого закона».
Синяя птица
Театр-кабаре в Петрограде. Открыт в 1915 году.
Богема
Кабаре в Москве. Открылось 15 ноября 1915 года в ресторане «Альпийская роза» и работало до осени 1916 года. Здесь выступал А. Н. Вертинский. Кабаре пользовалось большим успехом у публики.
Жар-птица
Театр-кабаре, который открыл 19 (06 старого стиля) августа 1916 года в Петрограде М. М. Бонч-Томашевский. Он же был режиссёром кабаре. Заведение размещалось в здании по адресу Камергерский переулок, 1. Сообщая о предстоящем открытии «Жар-птицы», газета «Столичная молва» 14(01) августа писала: «Инициаторы кабарэ лелеют мысль предать ему утонченный и интимный характер». Закрылось в конце года.
Привал комедиантов
После скандального закрытия полицией «Бродячей собаки», Б. К. Пронин 18 апреля 1916 года открыл в Петрограде новый театр-кабаре — «Привал комедиантов». Другое название — «Звездочёт». Размещался в подвале Адамини дома по адресу Марсово поле, 7. В правление вошли М. А. Кузмин, Н. Н. Евреинов, Н. В. Петров, В. А. Щуко и другие. Залы оформили художники Б. Д. Григорьев, С. Ю. Судейкин и А. Е. Яковлев. Театр-кабаре работал как коммерческое заведение с платными билетами, фиксированной программой вечера, постоянной труппой, ядро которой составили учащиеся «Студии на Бородинской» и приглашенные артисты. Конферанс: Коля Петер (Н. В. Петров) и К. Э. Гибшман. Режиссёры — В. Э. Мейерхольд, Н. Н. Евреинов, Н. В. Петров, Б. Г. Романов и другие. В мае 1916 года здесь давал представления театр кукол-марионеток Ю. А. Слонимского и М. П. Сазоновой. К концу 1919 года представления шли очень редко. В 1920 году театр был закрыт.
Мозаика
Московский театр-кабаре. Находился в здании по улице Большая Дмитровка, 26. В 1916 году афиша театра извещала: «…Во всех залах театра грандиозная встреча Нового года! Беспрерывный дивертисмент! Участвует вся труппа и артисты других театров. Два оркестра музыки. Предварительная запись на столики. Количество билетов ограничено». Вероятно, «Мозаика» большую часть времени являлась театром миниатюр и лишь в отдельных случаях представления-кабаре шли в зале с накрытыми столами, где публике предлагались алкогольные напитки и закуски.
Би-ба-бо
Кабаре «Би-ба-бо» открыто 6 января 1917 года в Петрограде в подвале здания «Пассаж» по адресу улица Итальянская, 19. Создано режиссёром К. А. Марджановым, певицей Н. И. Тамарой, поэтом Н. Я. Агнивцевым и актёром Ф. Н. Курихиным. Оформлением постановок занимался художник А. А. Радаков. В 1918 году труппа выехала в Киев и кабаре в Петрограде было закрыто.
Театр М. А. Разумного
После закрытия кабаре «Кривое зеркало» актёр М. А. Разумный открыл в Москве в 1918 году собственный театр-кабаре.
Музыкальная шкатулка
В 1918 году кафе-кабаре открыто в Москве при участии В. Брюсова 
Уголок Москвы / Подвал москвичей
В 1918 году братья Зон на Крещатике в Киеве открыли кабаре «Уголок Москвы», которое позже сменило название на «Подвал москвичей». Кабаре закрылось зимой(?) 1919 года.
Петрушка
Кабачок в Петрограде, который открыл в 1918 году художник и поэт Алексей Александрович Радаков. Он же и оформил свое заведение. По форме и содержанию «Петрушка»
— кабаре. В мае 1918 года обозреватель газеты «Петроградский голос» писал: «„Петрушка“ — оригинальный уголок на углу [проспектов] Литейного и Невского…<…> Три подвальные комнаты своеобразно разрисованы художником Радаковым. В течение дня здесь поэты, музыканты, артисты находят дешёвый стол. По вечерам вход по строгой рекомендации. Поэты, музыканты экспромтом исполняют свои произведения. <…> В „Петрушке“ отдыхаешь от политики». Кабачок работал около трех месяцев.
Таранта
В 1918 году в Петрозаводске режиссёр Народного театра драмы Николай Петров осуществил постановку трех программ ночного кабаре «Таранта». В 1920—1921 годах Н. В. Петров — режиссёр и актёр петроградского театра «Вольная комедия» и созданного при этом театре кабаре «Балаганчик».
Гротеск
1 ноября 1918 года в Ростове-на-Дону был открыт театр-кабаре «Гротеск», которым в 1918—1922 годах руководили Вл. Хенкин и А. Алексеев (Лифшиц). Алексеев выступал в театре как конферансье. Гражданская война раскидала труппу киевского кабаре «Кривой Джимми»; ядро осенью 1919 года влилось в состав нового театра. О. Мандельштам писал в 1922 году: «В „Гротеске“ кончилось творчество нелепого, все остроумно, мило, занятно». В конце 1922 года А. Г. Алексеев под тем же названием открыл театр-кабаре в Москве.
Дом артиста
Театр-кабаре, который открылся осенью 1918 года в Харькове. Находился в подвале дома Товарищества «Саламадра», улица Сумская, 19/21. Помещение было оформлено художниками Владимиром Бобрицким, Георгием Цапком и Борисом Косаревым.
Ша Нуар
Кабаре в Петербурге. Открыто 7 декабря 1918 года. Название — производное от французского сhat noir — «чёрный кот». Располагалось в доходном доме по адресу Невский проспект, 126. Давало представления около 2 месяцев и в начале 1919 года было закрыто. Здесь было поставлено несколько водевилей и буффонных эстрадных номеров. В феврале 1919 года в помещении кабаре разместился красноармейский клуб.
Сумская, 6
Кабаре, которое работало в Харькове в 1918 году в здании по адресу улица Сумская, 6. Постановки осуществлял режиссёр Павел Иванович Ильин. Программа открывалась в 23 часа.
Танго
Кабаре, которое работало в Харькове в 1918 году. Размещалось в доме по адресу улица Сумская, 5.
Румыния
Ресторан-кабаре, который работал в Харькове в 1918 году. Размещался в здании Товарищества «Саламадра», улица Сумская, 17/19.
Кривой Джимми
В декабре 1918 года группа артистов петроградского театра-кабаре «Би-ба-бо» во главе с Николаем Агнивцевым приехали в Киев, где труппа продолжила выступления. Репертуар «Би-ба-бо» оказался неудачным. Агнивцев пригласил на должность режиссёра К. Марджанова. Когда Н. Агнивцев уехал в Новороссийск, оставшуюся труппу, куда входили актёры Курихин, Вл. Хенкин, И. Вольский, С. Антимонов, А. Перегонец и Е. Неверова, возглавил К. Мараджанов. От названия «Би-ба-бо» отказались. Взамен был создан театр эстрады и миниатюр «Кривой Джимми».
Новый театр-кабаре открылся в небольшом подвале гостиницы «Франсуа», которая располагалась на углу улиц Фундуклеевской и Владимирской. В центре подвальчика, где давались представления, на большой дубовой бочке восседало одноглазое чучело — Кривой Джимми, которое и дало название кабаре. Вместо стульев и столов посетителям также предлагались бочки. По воспоминаниям А. Каплера, программы кабаре отличались тонким юмором и высочайшим актёрским совершенством.
В сентябре 1919 года театр был закрыт, актёры покинули город. Большая часть труппы «Кривого Джимми» выехала из Киева в Ростов-на-Дону, где артисты вошли в состав театра-кабаре «Гротеск».
Би-ба-бо
Театр-кабаре, который был открыт 21 апреля 1919 года во Владивостоке. Размещался в подвале доходного дома Общества изучения Амурского края, улица Светланская, 50. Директор — поэт и художник Давид Бурлюк.
В работе кабаре принимали участие футуристы Николай Асеев, Сергей Третьяков, Виктор Пальмов и другие. Театр-кабаре работал около года и в 1920 году был закрыт.
Жар-птица
Театр-кабаре. Открыт в Киеве 12 сентября 1919 года. Закрыт в январе 1920 года.
Норд-Ост
Приехавший из Киева Н. Агнивцев осенью 1919 года открыл в Новороссийске театр-кабаре «Норд-Ост». Стены полуподвала, где разместился театр, расписал художник Н. А. Кайсаров-Воронков. В 1920 году Н. Агнивцев уехал в Тифлис.
Арлекин
В декабре 1919 года петербургский литератор Владимир Яковлевич Ленский открывает в Севастополе кабаре «Арлекин», которое занимало небольшое полуподвальное помещение в доме по улице Екатерининской, 8. Работало менее месяца и было закрыто.
Весёлый Арлекин
В 1919 году в Баку было открыто ночное кабаре «Веселый Арлекин». В его работе принимали участие бежавшие от ужасов Гражданской войны литератор Н. Н. Евреинов и художники С. А. Сорин и С. Ю. Судейкин. Гимн кабаре написал поэт Сергей Городецкий, а панно для заведения выполнил Сергей Судейкин. Миниатюры Николая Евреинова, написанные для артистов кабаре, пользовались успехом у публики. Весной 1920 года началась массовая эмиграция и в мае кабаре «Веселый Арлекин» закрылось.
Эксцентрион
В 1919 году Общество друзей Камерного театра организовало в Москве клуб «Эксцентрион». Он располагался в большой комнате флигеля театрального здания, которое находилось на Тверском бульваре. В помещении клуба устраивали капустники, одноактные пьесы, скетчи, пантомимы, пародии, танцы и многое другое. Клуб «Эксцентрион» по форме и содержанию соответствовал кабаре.
Весёлый Бэби
Кабаре под этим названием открыл в Севастополе литератор В. Я. Ленский в начале 1920 года (?). Заведение располагалось в здании на Нахимовском проспекте, которое ранее занимал театр «Ренессанс».
Подвал поэтов
В начале 1920-х годов в Ростове-на-Дону находилось кафе-кабаре «Подвал поэтов», богемное заведение с миниатюрной сценой. Кабаре распологадось в подвале дома № 46 в Газетном переулке. В 1920—1921 годах здесь часто собирались поэты группы «Ничевоки» и читали свои стихи.
Аквариум
Кабаре, которое работало во Владивостоке в начале 1920-х годов. Размещалось в здании на улице Алеутской, 12, которое построил предприниматель Ю. Катчан в 1908 году для размещения в нём театра-кабаре «Лотос»..
Гнездо перелётных птиц
Театр-кабаре под этим названием был основан литератором Аркадием Аверченко в Севастополе в апреле 1920 года. Театр размещался в полуподвале дома по улице Екатерининской, 8. Летом труппа театра успешно гастролировала, посетив Евпаторию и Симферополь. В 1921 году А. Т. Аверченко и часть труппы эмигрировали в Турцию, где в Константинополе театр возобновил свою деятельность.
Гротеск / Москва
В конце 1921 театр-кабаре «Гротеск» под художественным руководством А. Г. Алексеева (Лифшица) открылся в Москве. К труппе присоединились Е. Милютина и П. Поль.
Кривой Джимми / Москва
В 1922 году в условиях «новой экономической политики» труппа театра-кабаре «Гротеск» возвращает название «Кривой Джимми». Театр разместился в помещении, которое прежде занимало театральное кабаре «Летучая мышь» в Большом Гнездниковском переулке, 10. По приглашению Алексеева должность главного режиссёра получает Н. Евреинов. Из театра «Летучая мышь» в труппу «Кривого Джимми» вошли Я. Волкова, И. и М. Зенины и Е. Хованская.
Со сворачиванием в стране «новой экономической политики» осенью 1924 года частный театр-кабаре «Кривой Джимми» был закрыт. В помещении, которое он занимал открывается государственный Московский театр сатиры. Почти все артисты труппы «Кривого Джимми» получают работу в новом театре.
Коробочка
Московский театр-кабаре, которым в 1921 году руководил Борис Самойлович Борисов. В репертуар вошли многие миниатюры театра-кабаре «Летучая мышь». В программу выступлений включались материалы пролетарской тематики.
Хромой Джо
Кабаре «Хромой Джо» было открыто в Петрограде в 1921 году при Государственном театре комической оперы и занимало подвал здания на улице Итальянской, 19. Театром и кабаре руководил Константин Марджанов..
Балаганчик
После введения «новой экономической политики» и отмены государственной дотации коллектив петроградского театра «Вольная комедия» осенью 1921 года открывает при театре на улице Садовой, 12 ночное кабаре «Балаганчик».
По окончании спектакля «Вольной комедии» открывалась программа кабаре, которая шла до двух часов ночи в смежном зале на 120 мест, оформленном как ресторан.
Организатором и главным режиссёром кабаре стал Н. В. Петров, который уже имел опыт постановки программ в кабаре «Таранта» в Петрозаводске в 1918 году.
В «Балаганчике» Петров также выступал как актёр и конферансье под сценическим псевдонимом Коля Петер вместе с автором многих пьес и миниатюр Семёном Тимошенко. Дуэт встречал публику и вел программу. В сезоне 1923—1924 к ним присоединился Фёдор Курихин.
Литературную часть «Балаганчика» возглавлял В. Азов, музыкальную — 3. Майман. Художник — Николай Акимов.
В 1924 году закрывается театр, а некоторое время спустя — и ночное кабаре «Балаганчик».
Нерыдай
Кабаре в Москве. В 1922 году в помещении, где девятью годами ранее находилось заведение «Розовая лампа» по адресу угол улицы Большой Дмитровской и Спасского переулка, опереточный артист А. Д. Кашевский открыл кабаре «Нерыдай». Здесь с успехом выступали знаменитые впоследствии артисты Рина Зелёная, Михаил Жаров, Игорь Ильинский и другие. Кабаре пользовалось популярностью в театральных и литературных кругах.
Странствующий энтузиаст
В период «новой экономической политики» Борис Пронин открывает в Москве 31 декабря 1922 года кабаре «Странствующий энтузиаст». Заведение размещалось в подвале здания по адресу Средне-Кисловский переулок, 3. Открытие состоялось в ночь на Новый Год 1922/1923. Вход в кабаре стоил сравнительно недорого, но вино и закуски посетители должны были приносить с собой. Кабаре закрыто в 1925 году.
Павлиний хвост
Под этим названием в 1922 году в Москве работало кабаре-антреприза, которым руководил В. Ф. Торский.
Каравай
Московский ночной театр-кабаре времен НЭПа. Здесь в 1922 году работала поэтесса Вера Инбер. За очень небольшие деньги она сочиняла маленькие веселые пьески и, развлекая публику, исполняла комедийные роли на сцене.
Сверчок на печи
Театр-кабаре в Петрограде, располагался по адресу Невский проспект, дом 30. Работал в 1920-е годы.
Ванька-Встанька
Литературно-художественное кабаре под этим названием открыл в Москве 13 февраля 1923 года Н. Я. Агнивцев, который стал его художественным руководителем. Администратор — Г. А. Левицкий. Кабаре работало с 11.30 до 3 часов ночи в здании по адресу угол улицы Большой Дмитровской и Спасского переулка, которое ранее занимала труппа кабаре «Нерыдай». На открытии состоялась премьера Программы «1-я Ванькиниада» в 11-ти сценках.
Даёшь веселье
Кабаре под таким названием открылось в 1924 году в Одессе эпохи НЭПа. Располагалось в помещении, которое прежде занимал театр «Фарс» по адресу улица Ласточкина, 24 (бывшая Ланжероновская). С закатом НЭПа кабаре было закрыто.
Мансарда
«Мансарда» — московский литературный клуб, который в 1925 году открыл Борис Пронин в мансарде дома по адресу улица Большая Молчановка,32. По форме и содержанию — клуб-кабаре. Знаменитый впоследствии артист Сергей Образцов давал в клубе-кабаре авторские кукольные представления, пользовавшиеся успехом.
Со сворачиванием НЭП кабаре в СССР прекращают свое существование.
Полной истории российских кабаре периода 1908—1925 годов не существует, что требует дальнейших исследований.

## Кабаре в Одессе (1918—1919)
С началом Гражданской войны тысячи российских граждан различных сословий
бежали на юг страны под защиту частей Белой армии. Многие из них прибывали в Одессу. Среди бежавших были люди творческих профессий, связанных с миром искусства. В городе также появилось много состоятельных мигрантов. Сложившиеся драматические обстоятельства создали в Одессе своеобразную и никогда более уже не повторявшуюся социальную и культурную атмосферу, в которой родились новые кабаре самого разного художественного уровня.

### Открылись в 1918 году
Гротеск
Кабаре работало в здании по улице Дерибасовской, 10. В рекламе утверждалось, что с 22.00 посетителям дается 15 номеров и предлагается «отличная кухня».
Макаревич
Кабаре открылось осенью 1918 года в здании по адресу Колодезный переулок, 12. Реклама извещала: «Ежедневно дается до 25 номеров».
Трокадеро
Кабаре работало в здании по улице Кондратенко, 37. Давало «вокально-музыкально-танцевальные вечера».
С мухой
Ночное кабаре. Открылось в здании Театра Литературно-Артистического общества в декабре 1918 года. Работало с 21.30 до 4.00 часов утра.
Эльдорадо
Кабаре работало в здании по улице Спиридоновской, 28.
Грот
Городское кабаре.
Монте-Карло
Городское кабаре.
Буф
Городское кабаре.
кабаре без названия
Работало в здании Одесского Интеллигентного собрания по улице Греческой, 48.

### Открылись в 1919 году
Веселая канарейка
Кабаре открылось 6(19) января. Одесское издание «Мельпомена» утверждало, что это единственное такого рода заведение в городе, имеющее достойный художественный уровень.
Дом Артиста
Трехэтажное здание располагалось в Колодезном переулке и, по воспоминаниям современников, было самым популярным заведением города у состоятельной публики. На первом этаже располагался бар Юрия Морфесси, знаменитого исполнителя песен и цыганских романсов, на втором — кабаре при столиках, на третьем — карточный клуб. В Доме Артиста выступали А. Н. Вертинский, И. Я. Кремер, Н. А. Плевицкая, Л. О. Утёсов и другие.
По другим сведениям в этом здании Юрий Морфесси открыл годом ранее кабаре-ресторан «Юрий Морфесси».
ОРТ
Московские антрепренёры Ф. Ф. Томас и И. С. Зон создали кабаре «ОРТ». В программе открытия заведения участвовали артисты «Летучей мыши»; читал рассказы Леонид Утёсов.
Вероятно, аббревиатура ОРТ происходила от «Общедоступный русский театр».
Максим
Кабаре работало в здании по улице Садовой, 4.
Золотая рыбка
Кабаре работало в здании по улице Преображенской, 48.
Аполло
Кабаре работало в здании по улице Полицейской, 36.
Уголок москвичей
Кабаре работало в ресторане «Бристоль» на улице Пушкинской, 15.
Наш уголок
Городское кабаре.
Селект
Городское кабаре.
Интимный уголок
Городское кабаре.
Пале-де-Кристаль
Городское кабаре.

## «Русские кабаре» в эмиграции
С 1918 по 1924 год из бывшей Российской империи эмигрировало около 2 млн человек, среди которых было много деятелей театра: сценаристов, художников, режиссёров, актёров и других. Многие из эмигрантов предпринимали усилия по созданию театров и антрепризы за пределами России.
В 1920-е годы в Константинополе существовало около пятидесяти ресторанов и кабаре, созданных русскими эмигрантами. Перед Великой депрессией конца 20-х годов в Париже
было открыто более ста «русских» эмигрантских ресторанов и кабаре.
Подобные заведения были созданы русскими эмигрантами в Тифлисе, Харбине, Шанхае, Вене, Берлине, а также ряде других городов.
Обозреватель эмигрантского журнала Владимир Татаринов писал:

«Русское кабаре совершает победоносное шествие по миру. Его яркие задорные плакаты вы увидите повсюду. И в немного скучном Берлине, и в зеркальном Париже, и в палевых туманах Лондона, и в заатлантическом городе Жёлтого Дьявола. От Варшавы до Мадрида и от Христиании до Константинополя. Даже в другом полушарии, где люди обращены к нам вверх ногами, и там со стен убогих подвалов глядят яркие, веселые, русские краски и звучат то надрывно унылые, то залихватски размашистые русские напевы».

### Тифлис
Фантастический кабачок
Литературное кабаре. Место, где собирались русские эмигранты, бежавшие в Грузинскую республику. Первоначально носило название «Студия поэтов». «Фантастический кабачок» был открыт 12 ноября 1917 года и стал популярен среди русских и грузинских литераторов, артистов и художников. Располагался в доме 12 по Головинскому проспекту (пр. Руставели). Закрылся в июле 1919 года.
Хвост павлина
Кабаре, открытое русскими эмигрантами после 1917 года года.
Кривой Джимми
В октябре 1920 года театр «Кривой Джимми» открывает сезон в Тифлисе. В спектаклях представлена основная труппа. Главный режиссёр — И. Вольский. Вероятно, «Кривой Джимми» работал как театр миниатюр, но, быть может, давал также представления как кабаре.

### Берлин
Голубой сарафан
Кабаре «Голубой сарафан» было создано в октябре 1919 года русскими эмигрантами в Берлине. Размещалось на Bulowstrasse. Просуществовало недолго и в том же году закрылось.
Шалаш русского актёра
Летом 1920 года в Берлине открылся эмигрантский театр-кабаре «Шалаш русского актёра», который, как писала газета «Голос эмигранта», «обосновался в помещении ресторана при Theater des Westens». Здесь были оборудованы самодельная сцена и декорации. Был закрыт в конце года.
Синяя птица (Der blaue Vogel)
10 декабря 1921 года в Берлине эмигрант из России Яков Южный (Яков Давидович Рейтер) в помещении бывшего кинотеатра открыл театр-кабаре «Синяя птица». 17 декабря дано первое представление. В немецкой прессе заведение именовалось Des Emigrantenkabaretts «Der blaue Vogel». Позднее труппа гастролировала по странам Европы.
Золотой петушок
В начале 1920-х годов русский эмигрант Анатолий Иванович Долинов с сыном Михаилом открыли в Берлине кабаре «Золотой петушок». В 1924 году семья Долинова перебралась в Париж, где открыла кабаре под тем же названием.
Ванька-встанька
Театр-кабаре под этим названием в 1921 году открыл в Берлине русский литератор-эмигрант Николай Агнивцев. Полное название — «Русский театр Ванька-встанька». Оформление театра выполнил художник-эмигрант Андрей Андреев.
Карусель
В 1920 году(?) русский эмигрант Борис Ефимович Евелинов вместе с женой Евгенией Владимировной Потопчиной открыл в Берлине на улице
Курфюрстендамм кабаре «Карусель». Над оформлением заведения работал художник-эмигрант Григорий Пожидаев. Позднее Б. Е. Евелинов уехал в Париж, закрыв берлинское кабаре.
Бабочка | Schmetterling
Русско-немецкое кабаре в Берлине, в создании которого приняли участие русские эмигранты. Работало в начале 1920-х годов. Оформление постановок осуществлял художник Григорий Анатольевич Пожидаев.

### Константинополь
Чёрная роза | Rose Noire
Кабаре открыто 20 октября 1920 года состоятельным турком как сценическая площадка для Александра Вертинского. Размещалось на бельэтаже Восточного клуба, членами которого были дипломаты и богатая публика. Клуб находился в европейской части города в доме Мюлатье по улице Пера, 146. В 1922 году кабаре закрыто.
Гнездо перелетных птиц
Театр-кабаре под этим названием открыл в Константинополе в конце 1920 — начале 1921 года литератор Аркадий Аверченко, который с большей частью труппы оставил Севастополь, занятый частями Красной армии. Театр пользовался успехом в среде русских эмигрантов.
Jardin dore
Кабаре под этим названием открыл в 1922 году русский эмигрант Владимир Павлович Савин. Позже он переедет в Париж, где откроет одноимённое кабаре.
Фетиш
Кабаре, которое открыл в 1922 году русский эмигрант В. П. Савин.
Mascotte
Кабаре, которое открыл в 1922 году русский эмигрант В. П. Савин.
Стелла
Кабаре, которое открыли русские эмигранты в начале 1920-х годов.
Ресторан Яр
Открыт русскими эмигрантами в начале 1920-х годов в европейской части города на улице Пера, 479 напротив Русского консульства. Реклама извещала: «Ресторан 1-го класса. Ежедневно концерт кабарэ. Интимно, уютно и весело».

### Париж
Кавказский погребок
«Русское» кабаре, которое было открыто 22 октября 1922 года в Париже на улице Пигаль, 54.
Jardin dor
Кабаре под этим названием открыл в Париже в 1923 году русский эмигрант Владимир Павлович Савин.
Золотой петушок
В 1924 году семья А. И. Долинова переехала из Берлина в Париж, где было открыто кабаре «Золотой петушок». Долинов-старший работал директором кабаре, его сын — конферансье. В кабаре выступала и жена Анатолия Ивановича, Клавдия Семеновна Долинова.
Казбек
Кабаре, открытое русскими эмигрантами в 1920-е годы на улице Клиши, 12. Директор А. Каушинский.
Казанова
Парижское русское эмигрантское кабаре. Открылось в 1926 году на авеню Рашель и получило широкую известность благодаря отличной кухне, интересному и качественному репертуару, а также привлекательной атмосфере.
Шехерезада
Кабаре под этим названием 3 декабря 1927 года открыл в Париже эмигрант Сергей Нагорнов. Располагалось в здании по адресу Рю де Льеж, 3. Декорации выполнил художник Борис Билинский. Успехом среди парижан кабаре обязано полковнику Дмитрию Чихачеву, который служил в должности управляющего. В популярности соперничало с кабаре «Казанова».

### Ницца
Привал комедиантов
Кабаре, открытое русскими эмигрантами в 1920-е годы. Интерьеры выполнены художником Сергеем Судейкиным.

### Биарриц
Château basque | Дворец басков
Кабаре, открытое на вилле Белза Григорием Белянкиным в 1923 году.

### Харбин
Chat noir
Кабаре открыто в 1918 году.
Кривой Купидон
Кабаре открыто 20 февраля 1920 года. На открытии присутствовали Д. Бурлюк и поэт-символист Н. Асеев.
Альгамбра
Кабаре открыто в 1924 году.
Фантазия
Кабаре открыто в 1927 году. Оформление выполнил художник-декоратор Александр Сафонов. Здесь играл джаз-оркестр под управлением Дмитрия Соколова.
Мажестик
Кабаре открыто в 1927 году.
Мавритания
Кабаре открыто в 1927 году.
Таверна
Кабаре для невзыскательной публики. Открыто в 1929 году.
Солнце
Кабаре открыто в 1931 году.
Ампир
Кабаре открыто в 1931 году.
Баян
Кабаре открыто в 1931 году.
Омон
Кабаре открыто в 1931 году.
Черные глаза
Кабаре, которое совместно с компаньонами открыли Илико Казбек (Мирабишвили) и его жена цыганка Берта Червонная в 1931 или 1932 годах.
Азия
Городское кабаре. Здесь в 1930-е годы играл оркестр А. Погодина, который рекламировался как «Джасс Банда»
Этна
Кабаре для состоятельной публики, которое открыл Григорий Матвеевич Шварупак.
Мозаика
Городское кабаре, которое находилось на Пекарской улице.
DiDi’s
Кабаре, которое открыли русские эмигранты с привлечением иностранного капитала.
Кавказ
Городское кабаре.
Аркадия
Городское кабаре.
Константинополь
Городское кабаре.
Помпея
Городское кабаре для состоятельной публики.
Сорренто
Городское кабаре для невзыскательной публики.
Палермо
Городское кабаре для невзыскательной публики.

### Шанхай
Балалайка
Кабаре, открытое русскими эмигрантами. Работало в 1930-е годы (?).
Гардения
Клуб-кабаре, который 8 апреля 1937 года открыл в Шанхае по совету поклонниц Александр Вертинский. Располагался в особняке на территории Международного сеттельмента. Закрыт в конце июля ввиду финансовой несостоятельности. В покрытие долгов мебель, реквизит и посуда из ресторана, часть личных вещей владельца были выставлены на продажу.
Аркадия
Кабаре, открыто в Шанхае русскими эмигрантами в 1937 году.
Renaissance
Городское кабаре для состоятельной публики, которое было открыто на авеню Жоффр, 795.

### Монте-Карло
Abrek
Кабаре, которое в 1928 году открыл русский эмигрант Владимир Павлович Савин. Закрыто в 1930 году.

### Нью-Йорк
The Russian Inn
Ресторан-кабаре «Русская изба» открыт в Нью-Йорке русскими эмигрантами 1920-е годы (?). Оформление исполнил русский художник-эмигрант Борис Арцыбашев
The Clab Balagan
Клуб-кабаре. Был открыт в 1923 году. Работал несколько месяцев и был закрыт.

### Белград
Казбек
Кабаре под таким названием работало в Белграде в 1937 году. Здесь выступали Константин Сокольский, Юрий Морфесси и другие русские артисты-эмигранты.

## Известные кабаре1881—1940

### Австралия
Сидней
- The Gold Cockerel (1930-е — 1940-е)[132]
- Top Hatters Cabaret (1930-е)
- Ziegfeld’s Night Club & Cabaret (1930-е)

Брисбен
- Carlton Cabaret (1930-е)[133]

### Австро-Венгрия
Вена, Австро-Венгрия / Австрия 
- Jung Wiener Theater zum lieben Augustin (1901). Закрыто властями после семи представлений.[135]
- Cabaret Nachtlicht (1906—1907)
- Die Holle (1906—1937)
- Fledermaus (1907—1913)
- Moulin Rouge
- Simpl on Wollzeile (1912 — настоящее время)[136]
- Chansonnier Mary Delvard
- Kabarett Leopoldi-Wiesenthal, оно же Kabarett LW (1922 — ?)[137]

Будапешт, Австро-Венгрия/Венгрия
- New York Kabaré (1903—1932)
- Fővárosi (1910-е)
- Bonbonniere (1907)
- Kedelyes Szinhaz (1907)
- Intim Szinhaz (1907)
- Modern Színház Cabaret (1910-е)
- Muskatli Kabaré (январь — декабрь 1919)
- Royal Sörkabaré
- Apolló Kabaré (1920-е)
- Papagáj Kabaré (1925—1926)
- Rakéta Kabaré (1925)
- Komédia Kabaré (1927—1944)
- Talkie Kabaré (1929)
- Omnia Kabaré (1930—1931)
- Clarus Színpad (1930—1932)
- Steinhardt Színpad (1930—1932)
- Femina (1931)
- Király Kávéház (1931)
- Komikusok Kabaréja (1931—1932)
- Deák Kabaré (1932)
- Modern Kabaré (1932)
- Király Kabaré (1932)
- Képeskönyv Kabaré (1932)
- Pavillon Kabaré (1935—1937)
- Pódium Írók Kabaréja (1936—1942)
- Dunaparti Színpad (1939)
- Kamara Varieté (1939—1944)

Прага, Австро-Венгрия/Чехословакия
- Červená sedma (1909—1922)
- Hvězda (? —1918)

### Чехословакия
Братислава
- Tatra Kabaret (1930-е)

Брно
- Červená sedma (1919), филиал пражского кабаре

Прага
- Červená sedma (1909 - 1922)
- Alhambra (1913 - 1945)
- Rokoko (1916 - 1923)
- Bum (1920)
- U Bažantů (1930-е)
- U Bucků (1930-е)
- U Fleků (1930-е)
- U Rozvařilů (1930-е)
- U Labutě или U Bílé Labutě (1930-е)
- U Medvídků (1930-е)
- U Sv. Tomáše (1930-е)
- U Zlatého soudku (1930-е)
- U Ješíška (1930-е)
- Červené Eso (1932 - 1933)

### Аргентина
Буэнос Айрес
- Armenonville (1910—1920)

### Бельгия
Брюссель
- Café des philosophique (1892)
- Cabaret du Néant (1892), позже перенесено в Париж.

### Болгария
София
- Луна (1930-е)[139]

### Великобритания
Лондон
- Alhambra Theatre (1920-е)
- Cabaret Theatre Clab (1912—1914), другое название The Cave of the Golden Calf
- Murray’s Cabaret Club (1913—1975)[143]
- Café de Paris (1924)
- Kit Kat Clab (1920-е)
- Criterion (1924—1925)[144]
- Chez Victor Club (1924—1928)
- Grafton Galleries (1920-е)
- Cabaret | Hotel Piccadilly (1920-е)

### Гаити
Порт-о-Пренс
- Cabane Choucoune (1940)

### Германия
Берлин
- Zur Silbernen Punschteriue (1901—1904)
- Uberbrettl (1901 — ?), другое название Buntes Theater[147]
- Schall und Rauch (1919—1921)[148]
- Die Brille (1901?)
- Neue Dichtei (1900-e)
- Simplicissimus, оно же Simpl (1903)
- Schwarzer Katz (1907)
- Zum Klimperkasten (1900-e)[147][149]
- Wilde Bühne (1910-e)[150]
- Neopathetisches kabarett (1910—1914) — литературно-музыкальные вечера в «Новом клубе»
- Kabarett GNU (1911—1914)
- Die Rackete (1920—1924)[151]
- Die Katakombe (1929—1935)
- Kabarett der Komiker или Kadeko (1920-е?)[148]
- Eldorado (1930-e?)
- Cherubin-Theater
- Größenwahn

Мюнхен
- Elf Scharfrichter (1901)[148]
- Wien-München
- Annast (1920-e)

### Грузия
Тифлис
- Фантастический кабачок (1917—1919)[152]
- Литературный кабачок (1917—1919)[153]
- Хвост павлина[153]
- Ладья аргонавтов[153]
- Химериони[153][154]

### Испания
Барселона
- Els Quatre Gats (1897—1903)
- El Molino (1899)

Сарагоса
- El Plata (1920)

Кадис
- PayPay (1923)

### Италия
Рим
- Cabaret del Diavolo (1922)[156]
- Bal Tic Tak (1920-е)[157]
- Bombonieri (1920-е)
- Apollo (1920-е)
- Bragaglia (1920-е)
- Imperial (1920-е)

Неаполь
- Salone Margherita (1890—1982)

### Канада
Монреаль
- Le Boulevard (1920-е)
- Le Commodore (1920-е)
- Le Hollywood (1920-е)
- Le Blue Sky (1920-е)
- Le Cabaret Chinese Paradise (1920-е)
- Frolics Cabaret (1930—1933)

### Китай
Шанхай
- Carlton
- Ritz (1918)
- DiDi’s (1920-е)
- Canidrom (1930-е)[158]
- Paramount Ballroom (1930-е)[158]

### Куба
Гавана
- Edén Concert (1930-е)
- El Tropicana (1939)
- Hotel Sevilla
- La Campana
- Los Troncos
- Mulgoba
- Sans Soucí
- Tokio
- Topeka

Мариано
- La Verbena

### Латвия
Рига
- Alhambra (середина 1920-х)
- A.T. (1930-e)[160]
- Bonzo (1928)
- Foxtrot (1920-e — 1934?)[161]
- Jar (1930-е)

### Мексика
Мехико
- El Capri (1914—1985)
- Monte Carlo (1920-е)
- El Patio (1938—1994)

Сьюдад-Хуарес
- Gold Palace Cabaret (1920-е)[162]

### Монако
Монте-Карло
- Sésame (1920-е — 1930-е)
- Abrek (1928—1930)

### Нидерланды
Амстердам
- Kleinkunstacademie

### Новая Зеландия
Крайстчерч
- Wintergarden (1927)

Окленд
- Dixieland Cabaret (1922)[165]
- Majestic Lounge & Cabaret (1920-е — 1930-е)
- Crystal Palace Cabaret (1929)
- Peter Pan Cabaret (1930)[166]
- Civic Wintergarden (1930-е)

### Норвегия
Осло
- Chat Noir (1912—1916)[167]
- Cabaret Intime (конец 1920-х)[167]

### Польша
Варшава
- Black (1900-е)
- Momus (1909)
- Pod Picadorem (1918—1919)
- Qui Pro Quo (1919—1931)
- Morskie Oko (1925—1933)
- Cyrulik Warszawski (1935—1939)
- Tip-Top (1930-е)
- Banda (1930-е)
- 8.15 (1930-е)
- Buffo (1930-е)
- Ali Baba (1930-е)
- Hollywood (1930-е)
- Alhambra (1930-е)
- Bohema Warszawska (1930-е)
- Wesołoe Oko (1930-е)

Вильно, Польша
- Kukułka Wilenska (1930-е)[170]
- Ksantippa (1930-е)[171]

Краков
- Zielony Balonik (1905)
- Figliki

Львов, Польша
- Bogatel[168]

Познань
- Moulin Rouge (1920-е — 1939)[172]

### Румыния
Бухарест
- Alcazar (1920-е — 1930-e)[173]

### Соединенные Штаты Америки
Нью-Йорк
- Café des Beaux Arts (1901—1921)
- Barron's Exclusive Club (1910-е — 1920-е)
- Sans-Sousi (1915)
- Clab Delux (1920)
- Clab 300 (1920)
- Cotton Club (1920—1940)
- Plantation (1922)
- Clab Balagan (1923)
- Nest Club (1923—1933)
- Small’s Paradise (1925—1980)
- Catagonia Club (1925—1933)
- Connie’s Inn. (1920-е)
- Russian Inn. (1920-е?)
- Clab Alabam (1920-е)
- Log Cabin (1933—1948)
- Café Society (1938—1947)
- Copacabana (1940)

### Франция
Париж
- Le cabaret de la mère Marie
- Le Divan Japonais
- Le Chat Noir (1881—1897)
- Cabaret du Père Lunette (конец XIX века — 1908)
- Moulin Rouge (1889)
- La Pie borgne (1886)[178]
- Cabaret du Néant (1892), перенесено из Брюсселя.
- Cabaret dе la Mort (начало 1890-х)
- Le Ciel (начало 1890-х)
- Le Gringoire (1890-е)
- Cabaret de la Butte (1893)
- Cabaret des Quat’z’Arts (1893)
- Café des décadents (1894)
- Café des incohérents (1895?)
- Le Cabaret des Arts (1898)[179]
- Cabaret du Ciel et de l'Enfer (1890-е)
- Cabaret des Éléphants (1890-е)
- Le Carillons (1890-е)
- Cabaret des Noctambules (1890-е)
- Cabatet du Chien-Noir (1890-е)
- Le Conservatoire de Montmartre (1890-е)
- Cabaret des Assassins (конец 1890-х)
- Cabaret des Halles (конец 1890-х — начало 1900-х)
- Le Lapin Agile (конец 1890-х — настоящее время)
- La Boîte à Fursy (1899)
- La Roulotte (конец XIX века — 1944)
- Pot-d'Étain[180]
- Cabaret des Truands; получило у парижан второе название — Cabaret de l'Araignée, так как над входом находился барельеф, изображавший паука
- Belle Meunière (1900-e), позднее находилось в Ницце
- Cabaret Du Porc-épic (1900-е)
- Cabaret L'Épatant (1900-е)
- Le Zut (1900-е — 1902)[181]
- Logiz de la Lune Rousse (1904—1964)
- Le Bal Tabarin (1904—1953)
- La Pie qui chante (1907—1950-е)
- La Vache Enragée (1910-е)
- Cabaret du Bruyant Alexandre (1910-е)[182]
- Le Bœuf sur le Toit (1922)
- La Cigale (1920-е)
- Le Grand Duc (1920-е)
- Casino de Paris (1920-е)
- La Petite Chaumiere (1920-е)
- Les Acacias Club (1920—1923)
- Le Grand Ecart (1920-е — 1930-е)
- Rector’s Club (1923—1924)
- Moulin de la Galette (1924 — настоящее время)
- Chez Joséphine (1926—2017)
- La Boîte à Matelots (1932—?)
- Le Monocle (1932—1988)[183]
- Le Bosphore (1930-е)
- Tempo Clab (1930-е)
- Le Cabaret des Fleurs (1930-е)[184]
- Le Cabaret des Truands (1930-е)
- Le Cabaret du Porc-qui-pique (1930-е)[185]
- Zelli’s Royal Box Clab (1930-е)
- Bricktop’s Cabaret (1930-е)
- Chez Florance (1930-е)
- Harlem in Montmartre (1930-e)
- So Different (1930-e)
- Grand Teddy Club (1930-e)
- Le Perroquet (1930-e)
- Clover Club (1930-e)
- La Petite Chaumière (1930-e)
- La Cage aux Poulcs (1930-е)
- L’Abbaye de Theleme (1930-e)
- L'Escadrille (1930-е)
- Cabaret des Nudistes (1932—1939)
- La Vie Parisienne (1933—1946)
- La Nose (1934)
- Chez O'dett (1935?)
- Le Trone (1935—1936)
- Paradise (1939—1955)
- Le Cabaret de La Sainte Baume
- Le Chansonia
- Le Chat Rieur
- Le Mirliton
- Folies Bergère
- Les Pantins
- Cabaret de la fin du Monde
- Le Soleil d’Оr

Марсель
- La Cigogne (1889—1891)
- La Lune Rousse (1891 — ?)
- Cabaret Bonnaud (1894—1895)
- Cabaret Stein (1904—1906)
- Le Ouistii (1918—1920)
- Tabaris (1919—1922)
- Pupu’s (1920)
- Le Merle Blanc (1920-е)
- Cabaret Poupon (1920-е)

Ницца
- Belle Meunière, ранее находилось в Париже; в 1900-е годы — кабаре, в настоящее время отель.
- Eldorado[171]
- Привал комедиантов (1920-е)

Биарриц
- Château basque (1923)[187]

### Швейцария
Базель
- Rüesslilytte (1930-е)

Цюрих
- Pantagruel (1910-е)[188]
- Cabaret Voltaire (1916 - настоящее время)[189]
- Cornichon (1934-1951)

### Швеция
Стокгольм
- Svarta katten (?—1918)
- Läderlappen (1915—1919)

### Эстония
Таллинн
- Must Kass (1920-e — 1930-е?)
- Küba (1920-e — 1930-е?)
- Ampiir (1930-е)[190]

### Югославия
Белград
- Руска породица (1930-е)[191]

## Радиокабаре
Радиокабаре — особый формат радиовещания, когда программа эфира в той или иной степени стилистически приближена к художественной форме кабаре. В отсутствие технической возможности визуализации радиоэфир значительно сужает жанровые рамки классического кабаре, но предоставляет сценаристу, режиссёру и, главным образом, артисту большую свободу в реализации замысла в сравнении с традиционной, — строго заданной сценарием, — подачей эфирного материала. Обычно включает искусство намеренной импровизации и общения с аудиторией в прямом эфире.
Канада
В 1930 году популярная американская певица Мэри Луиза Сесилия, больше известная под сценическим именем Texas Guinan, открывает в Монреале заведение Florics Cabaret. Канадская радиовещательная станция CFCF впервые в стране осуществляет прямую трансляцию из зала Florics Cabaret. «Звездой эфира» становится хозяйка кабаре Texas Guinan (1930?).
Венгрия
Начиная со второй половины XX века в Венгрии несколько десятилетий существует «Радио Кабаре» — специализированная программа эфира, построенная на жанровых приемах кабаре.
Польша
В 1958—1966 годах серия телевизионных программ Польского телевидения Kabaret Starszych Panów («Кабаре Старых джельтменов») транслировалась на Польском радио в виде отдельно подготовленных радиоспектаклей, повторяющих телесюжет с тем же исполнительским составом и под тем же названием.
Франция
С начала 1960-х годов Жан-Пьер Росне (фр. Jean-Pierre Rosnay) в эфире государственного французского радио ставил поэтические программы под названием «Клуб поэтов». Радиопередачи, несколько раз подвергавшиеся цензуре из-за очень свободного тона, продолжались 25 лет. По форме подачи эклектичные, в очень свободном тоне и не приемлющие никакой установленной иерархии, программы предлагали классические и юмористические стихи, басни для детей, стихи, положенные на музыку или исполняемые на несколько голосов. Диапазон представленной поэзии был очень широк: от авторов-классиков до мало известных или незаслуженно забытых поэтов.
В то же время, в 1961 году Жан-Пьер Росне с помощью своей жены основал в Париже ресторан-кабаре «Клуб поэтов» (Le Club des Poetes).

## Телевизионные кабаре
С появлением в XX веке телевидения стало возможным резко расширить зрительскую аудиторию различных жанров исполнительского искусства. Технические возможности телевизионной камеры, монтажного видеоряда, специфические приемы телесъёмки	открыли перспективы нового художественного направления — телевизионного театра.
В телевизионной версии это мог быть процесс телесъёмки традиционного кабаре. Другой, кардинально отличной версией, стало специально срежиссированное действие, осуществляемое в рамках телевизионного сценария, которое позволяло реализовать технические и эстетические возможности нового вида искусства, каковым является телевидение.
Великобритания
«Кабаре» — телесериал, который транслировался BBC Television в 1936—1939 и 1946 годах в прямом эфире.
Создан Далласом Бауэром. Позднее работу над сериалом продолжил Гарри Прингл (68 эпизодов) и другие продюсеры. Телевидение BBC начало регулярные передачи 2 ноября 1936 года и первая серия «Кабаре» была показана уже 7 ноября 1936 года, поэтому британский сериал стал одним из первых в истории телевидения.
Всего выпущено 132 серии. Последняя серия вышла в телеэфире 2 ноября 1946 года.
«Кабаре» дало шесть дополнительных сериалов:
- «Мультфильмы о кабаре» (1936—1939, 1949)
- «Круиз по кабаре» (1937—1939, 1946, 1949)
- «Интимное кабаре» (1937—1939)
- «Комедийное кабаре» (1938—1939)
- «Восточное кабаре» (1938—1939)
- «Западное кабаре» (1939)

Телепрограммы транслировались из студии в Лондоне. Радиус уверенного приема составлял около 40 км и охватывал приблизительно от 25 до 40 тысяч домов. До осени 1939 года — начала Второй мировой войны (когда телевещание было прекращено), — в Великобритании было выпущено 18 999 телевизоров черно-белого изображения, поэтому аудитория телезрителей была невелика и ограничивалась Лондоном и его окрестностями.
Польша
Пример успешной адаптации — серия телевизионных программ Kabaret Starszych Panów («Кабаре Старых джельтменов») — проект польских артистов Ереми Пшиборы и Ежи Васовски. Трансляция осуществлялась с 16 октября 1958 года по 22 июля 1966 года Польским телевидением. В проекте участвовали известные польские исполнители театра и эстрады.
Программы кабаре транслировались в прямом эфире телевидения с использованием ранее записанных песен, которые воспроизводились как вставки.
Kabaret Starszych Panów также транслировалось на Польском радио в виде отдельно подготовленных радиоспектаклей, повторяющих телесюжет с тем же исполнительским составом.
Россия
В 1995 году снято 17 серий телефильма «Кабаре "Маски-шоу"», поставленных одесской комик-труппой «Маски». 
Советский Союз
В СССР в период так называемой оттепели — времени либерализации общественной жизни конца 1950-х — середины 1960-х годов была создана телевизионная музыкально-развлекательная программа «Голубой огонёк», выходившая в эфире Центрального телевидения СССР с 6 апреля 1962 года по 1991 год. Сюжетно «Голубо́й огонёк» повторял стилистические особенности кабаре с разнообразием исполнительских жанров, присущих этому культурному феномену.
Идея создания телепрограммы родилась под влиянием атмосферы молодёжного кафе, которое открылось в 1960 году в центре Москвы на улице Максима Горького. В кафе помимо музыки и танцев проходили оживленные диспуты, выступали поэты и артисты, что по форме и содержанию соответствует кабаре. Первоначально предполагалось осуществлять телевизионные съёмки в кафе, но затем от этой идеи отказались в пользу постановочного студийного варианта. Телевизионная программа «Голубой огонёк» в формате кабаре пользовалась большим успехом телезрителей, хотя сам термин «кабаре» никогда не употреблялся.
В 1985—2000 годах на телевидении выступал Эстрадный театр-студия «Кабаре-дуэт „Академия“» — советский и российский сценический дуэт в составе актеров Лолиты Милявской и Александра Цекало.
Швейцария
В 2020 году в Cabaret Voltaire (Кабаре Вольтера) в Цюрихе проходили съёмки телевизионного шоу The Fugitive Game, в основном посвященные творчеству немецкой поэтессы Эмми Хеннингс (нем. Emmy Hennings).

## В культуре
- Во второй половине 1920-х годов американский продюсер Гарри В. Паркинсон (Harry B. Parkinson) снял серию документальных фильмов «Знаменитые лондонские кабаре» (London’s Famous Cabarets).[131]
- Необыкновенный концерт — пародийно-сатирическое представление Театра кукол имени С. Образцова, — спектакль, поставленный в Москве Сергеем Образцовым и Семёном Самодуром в 1946 году. В 1968 году была создана вторая редакция спектакля, в 1972-м — его телевизионная версия. В значительной мере заимствует форму и содержание кабаре[источник не указан 844 дня].
- «Кабаре» — американский мюзикл (1966).
- «Кабаре» — фильм по мотивам мюзикла (1972), лауреат 8 премий «Оскар».